# Ephebe ocellata
Ephebe ocellata är en lavart som beskrevs av Henssen. Ephebe ocellata ingår i släktet Ephebe och familjen Lichinaceae.   Inga underarter finns listade i Catalogue of Life.